# 弗雷马蒂纽
弗雷马蒂纽是巴西帕拉伊巴州的一个市镇。总面积244.315平方公里，总人口3100人，人口密度12.7人/平方公里。